# Schokolade für den Chef
Schokolade für den Chef ist ein deutscher Fernsehfilm von Manfred Stelzer aus dem Jahr 2008.

## Handlung
Der Leiter eines multinationalen Lebensmittelkonzerns und achtreichste Mensch Deutschlands, Ernst Schmitt, überträgt nach einer Herzoperation widerwillig auf Druck seiner Schwester Waltraut die Leitung des Konzerns seinem Neffen Marc. Als eine seiner ersten Amtshandlungen beschließt dieser, den Stammsitz des Konzerns auf Grund mangelnder Rentabilität zu schließen, was das Misstrauen Ernsts gegen ihn erhöht. Ernst Schmitt beschließt daraufhin, mit Hilfe seines Chauffeurs Hubert Ollerbeck einzugreifen: Er lässt sich unter falschem Namen als Fahrer für den Geschäftsführer Stefan Gräber in seiner Firma einstellen. In dieser absolvierte er damals eine Lehre zum Konditor. Seiner Familie gegenüber behauptet er, eine Kur zu machen. Auf diese Weise erfährt er, dass Gräber der Firma absichtlich Schaden zufügt, um aus dem Verkauf des Firmengrundstücks Provisionsgewinne erzielen zu können. Er nimmt rentable Aufträge für Schokoladenspezialitäten nicht an und beschränkt die Produktion auf das unrentable Massengeschäft Blockschokolade. Daraufhin muss Schmitt seine Deckung aufgeben, um diese Intrige aufdecken und die Firma retten zu können. Mit seiner Hilfe kann ein großer Auftrag gerettet werden, da er die Leute kennt, mit denen er dafür reden muss. Doch ist die Rezeptur der georderten Pralinenspezialität Arosa Krokantkugel verschwunden, das heißt von Gräber vernichtet worden. Zum Glück weiß Schmitt die Rezeptur noch sehr genau, da er in der Firma, die sein Großvater gegründet hatte, schon als Lehrling angefangen hat. Durch diesen großen Auftrag ist die Firma finanziell gerettet und muss nicht verkauft werden.
Schmitt hat mit diesem Rollentausch auch seinem Chauffeur, der ihn die ganze Zeit sehr gut vertreten hatte, zu seinem persönlichen Glück verholfen. Ollerbeck lernte als „Schmitt“ die vermögende Miranda Sotschmann, die sich am Anfang als kleine Kosmetikerin bezeichnet und angibt, den Aufenthalt gewonnen zu haben, kennen und lieben, sodass er seine Anstellung aufgibt und zu Sotschmann zieht.

## Produktionsnotizen
Schokolade für den Chef wurde mit dem Arbeitstitel Chefsache vom 3. September 2007 bis zum 8. Oktober 2007 in Köln und Umgebung gedreht und hatte am 26. Juli 2008 in Deutschland seine Premiere auf Das Erste.
Zur Hintergrundmusik gehörten Variationen der Melodie zur Arie „Letzte Rose“ aus der Oper „Martha“ von Friedrich von Flotow.
Am 4. Mai 2012 wurde der Film auf DVD veröffentlicht.

## Kritiken
Für den Filmdienst war Schokolade für den Chef eine „Gut gespielte (Fernseh-)Verwechslungskomödie um einen traditionsbewussten Unternehmer der alten Schule und sein ihm ergebenes Faktotum.“
Die TV Spielfilm befand: „Flotte, albern-ironische Unternehmer-Mär, der man Kitsch und Schwächen verzeiht.“ und zog als Fazit: „Nett: Alter Hase zeigt’s den jungen Hüpfern.“